# Idioma chocholteco
El idioma chocholteco, chocho, chuchon o  chochon es una lengua otomangueana que se habla en las localidades oaxaqueñas de Santa María Nativitas, San Juan Bautista Coixtlahuaca, San Martín Toxpalán y San Miguel Tulancingo. Hay algo más de 800 hablantes

## Clasificación
El chocho es una lengua que junto al idioma popoloca pertenece al grupo chocho-popoloca y este a las lenguas popolocanas perteneciente al gran tronco otomangue. En México existen 11 familias de lengua indígena,el idioma chocho es perteneciente a la familia número 6. 

## Estatus oficial
Esta lengua junto con todas las lenguas indígenas de México y el español fueron reconocidas como "lenguas nacionales" gracias a la Ley General de Derechos Lingüísticos de los Pueblos Indígenas promulgada en el año 2003.

## Variantes
De acuerdo con el INALI, existen tres variantes:
1. Chocho del este o Ngiba, hablado principalmente en Ocotlán, San Miguel Tulancingo, San Francisco Teopan, San Miguel Tequixtepec, San Pedro Nopala, Santa Magdalena Jicotlán y Teotongo.
2. Chocho del Oeste o Ngigua, hablado en San Miguel Huautla y Santa María Nativitas.
3. Chocho del sur o Ngiba, hablado en San Juan Bautista Coixtlahuaca y en San Miguel Chicahua.

## Fonología
Las tablas siguientes contienen los fonemas del idioma chocho.

### Vocales
|            | Anterior | Central | Posterior |
| ---------- | -------- | ------- | --------- |
| Cerrada    | i        |         | u         |
| Intermedia | e        |         | o         |
| Abierta    |          | a       |           |

### Calidad de las vocales
El chocho cuenta con cinco vocales básicos. Cada una de ellas puede ser nasal [ã]. Tenemos también vocales orales y nasales glotalizadas [aʔ], [ãʔ], [aʔa] y [ãʔã].

### Consonantes
|                   | Bilabial | Labiodental | Dental | Alveolar | Post- alveolar | Retrofleja | Palatal | Velar | Glotal |
| ----------------- | -------- | ----------- | ------ | -------- | -------------- | ---------- | ------- | ----- | ------ |
| Oclusiva          | p b      |             |        | t d      |                |            |         | k g   | ʔ      |
| Fricativa         |          | f           | θ      | s z      | ʃ ʒ            | ʂ ʐ        |         | x     |        |
| Africada          |          |             |        | ts͡       | tʃ͡             | tʂ͡         |         |       |        |
| Nasal             | m        | n           |        |          |                |            |         |       |        |
| Vibrante múltiple |          |             |        | r        |                |            |         |       |        |
| Vibrante simple   |          |             |        | ɾ        |                |            |         |       |        |
| Lateral           |          |             |        | l        |                |            |         |       |        |

### Tonos
El idioma chocho, al igual que otras lenguas otomangues, es una lengua tonal. Tiene tres tonos básicos. El tono 3 es alto; 2 es tono medio y 1 es tono bajo.
3 (á)
2 (ā)
1 (à)
Cuenta con tres tonos de contorno:
Tono alto descendente [â]
Tonos medio ascendente [aá]
Tono bajo ascendente [ǎ]

## Características
En cuanto a su alineamiento morfosintáctico es una lengua de tipo activo-inactiva, donde el uso de pronombres y el tratamiento de sujeto de una oración intransitiva depende del significado de dicho verbo.